# ジェニファー・ユーバンク
ジェニファー・ユーバンク (Jennifer Ewbank、1987年7月27日デン・ハーグ - ) は、オランダの歌手、 ピアニスト、作曲家である。2010年にオランダのテレビ番組である「The Voice of Holland」に出演したことで一躍有名になった。ジェニファー・ユーバンクは、オランダの人気歌手Marco Borsatoの作詞家であるジョン・ユーバンクの妹である。2011年にデビューアルバム「London Tree」をリリース。

## 生い立ち
幼い頃から音楽の影響を受けており、高校卒業後、ヒルフェルスムの音楽学校で学んだ。
2010年にデビューアルバムを製作予定であったが、それを断念し、オーディション番組「The Voice of Holland」への出演を決意した。
オーディションに合格し、番組の後半では、有名なオランダ人デュオであるニック&シモンが彼女のコーチとなった。
ユーバンクは番組のライブショーでは、多くの批判を受けたが、最終的にはセミファイナルまで勝ち残った。
彼女がリリースしたシングルの中の2つは、Single Top 100になった。ユーバンクがコンテストで負けてしまったPearl Jozefzoonはファイナルまで残った。
2011年8月11日に、ジェニファー・ユーバンクのファーストシングル「Line in a song」がリリースされ、続けて、セカンドシングル「Stars」が2011年10月21日にリリースされた。
デビューアルバムである「London Tree」は2011年10月27日にリリースされている。
「London Tree」に収録されている曲のほとんどはカバー曲である。デビューアルバムのなかで、唯一のオリジナル曲は、表題曲である「London Tree」。ジェニファー・ユーバンクはRigbyのフロントマンであるChriston Kloosterboerとともにこの曲を作詞。
2011年12月に、メトロポールオーケストラの存続を訴えるプロジェクトに参加し、他のアーティストたちと協力。ヴィンズ・メンドーザ(Vince Mendoza)が他のアーティストを率いて、「Wereldwijd Orkest」をレコーディングしている。
2012年1月13日に、サードシングルである「There’s Us 」がリリースされた。この曲は2006年にリリースされたカナダ人歌手であるアレッグズ・ジョンソン(Alexz Johnson)の同タイトル曲のカバーである。この曲は、オランダ映画「Taped」のタイトルトラックとして使用された。
2012年、ユーバンクは「Winx Club 3D: Magisch Avontuur」で2人の要請の吹き替えをしている。
2015年7月、ジェニファー・ユーバンクは日本のミュージックレーベルであるEHI Musica （合同会社HUITS）と提携し日本の人々へジェニファー・ユーバンクの素晴らしさを知ってもらうためにともに動き始めた。

## 私生活
ジェニファー・ユーバンクは作詞家ジョン・ユーバンク(John Ewbank)(の異母（異父）兄妹。2013年8月24日に、結婚、娘が１人いる。

## ディスコグラフィー

### アルバム
| アルバムとオランダでの順位 アルバム上位20/50/75/100位 | 発売日     | ランクイン日 | 最高順位 | ランクイン週数 | その他 |
| ----------------------------------------------------- | ---------- | ------------ | -------- | -------------- | ------ |
| London Tree                                           | 27-10-2011 | 29-10-2011   | 9        | 7              |        |

### シングル
- Can't Get You Out Of My Head 2010年 (49位)
- What the world needs now 2010年 (47位)
- Line in a song 2011年　(20位)
- Imagine 2011年 (94位)
- Wereldwijd orkest 2011年 (1位)
- Koningslied 2013年 (1位)